# August Keersmaekers
August Albert Keersmaekers (Retie, 26 oktober 1920 – Duffel, 28 september 2009) was een Belgisch hoogleraar en literatuurkenner, met een bijzondere belangstelling voor de zeventiende-eeuwse Nederlandse literatuur.  

## Levensloop
Keersmaekers was de jongste van vijf in een landbouwersfamilie. Na de lagere school in zijn dorp, doorliep hij de middelbare school in het Kleinseminarie van Hoogstraten. Het gezin verhuisde in 1938 naar Arendonk, terwijl August student werd aan de Katholieke Universiteit Leuven. Hij promoveerde tot licentiaat in de Germaanse talen en behaalde het aggregaat voor het middelbaar onderwijs.
In 1945 trouwde hij met Maria Ooms (1923-2009) en ze kregen tien kinderen. Na zijn studies werd hij leraar in het atheneum van Turnhout tot in 1958.
In 1952 promoveerde hij tot doctor in de filologie met een proefschrift gewijd aan Willem van Nieulandt II. In 1961 werd hij docent aan de Facultés Universitaires Saint-Louis in Brussel en in 1963 ook aan de Handelshogeschool voor Juffrouwen in Antwerpen. In 1969 stapte hij over naar de UFSIA (later opgenomen in de Universiteit Antwerpen), waar hij hoogleraar was tot aan zijn emeritaat op 1 oktober 1986.
Zijn voornaamste onderzoeks- en publicatiethema's waren de werken van Bredero, Guido Gezelle en Felix Timmermans. Hij identificeerde een aantal gedichten die werden toegeschreven aan Gerbrand Adriaensz. Bredero en verondersteld werden betrekking te hebben op het leven van de dichter, in werkelijkheid vertalingen waren van vroegere Franse teksten. Hiermee opende hij volledige nieuwe inzichten betreffende het karakter en de literaire activiteiten van Bredero.
Keersmaekers was lid van talrijke literaire en geleerde sociëteiten. In 1978 werd hij lid van de Koninklijke Vlaamse Academie voor Taal- en Letterkunde, in opvolging van Stephanus Axters. Hij was voorzitter van deze academie in 1988 en 1994. Van 1981 tot 1989 was hij voorzitter van het Guido Gezellegenootschap.
Hij overleed enkele maanden na zijn vrouw in hun woning in Duffel, waar ze sinds 1963 woonden.

## Publicaties
De actieve Keersmaekers publiceerde nagenoeg 500 artikels en boeken, de ongeveer tweehonderd boekenrecensies niet meegerekend. De voornaamste zijn:
- Het milde leven, roman, bekroond en uitgegeven door Davidsfonds, 1946.
- De dichter Guilliam van Nieuwelandt en de Senecaans-classieke tragedie in de Zuidelijke Nederlanden,  1957.
- De onbekende Bredero, in: Spiegel der letteren, 1968-1969, pp. 81–97.
- Guido Gezelle: De Dodendans, in: Gezelliana, 1989.
- Felix Timmermans: een wonder van eenvoud, 1990.
- Het geluk van de schrijver: Felix Timmermans en zijn Pallieter, 2000.
- Een ongekende bron van Gezelles' gedicht "De Blomme"?, in: Jaarboek Koninklijke Academie Nederlandse Taal- en Letterkunde, 2005.